# Amyema villiflora
Amyema villiflora là một loài thực vật có hoa trong họ Loranthaceae. Loài này được (Domin) Barlow mô tả khoa học đầu tiên năm 1966.